# ガイウス・アシニウス・ガッルス
ガイウス・アシニウス・ガッルス（Gaius Asinius Gallus, 紀元前38年以前? - 33年）は、古代ローマ、ユリウス＝クラウディウス朝初期の元老院議員。指導的市民と呼ばれる有力元老院議員の一人で紀元前8年のコンスル。プロコンスルとしてアシア属州に赴いた。
父は有力な政治家で歴史家としても著名なガイウス・アシニウス・ポッリオ。マルクス・ウィプサニウス・アグリッパとその最初の妻ポンポニアとの娘で第2代皇帝ティベリウスの最初の妻だったウィプサニアの再婚相手。ウィプサニアとの間には多くの子供に恵まれ6人の息子をもうけた。
アウグストゥスの養子であったティベリウスがローマ皇帝の後継者としてアウグストゥスの娘大ユリアと結婚するために妻ウィプサニアと離婚させられる。そして紀元前11年にガッルスはティベリウスと離縁させられたウィプサニアと結婚した。しかしティベリウスの息子小ドルススの養父となることは決してなかった。
20年に妻ウィプサニアが没すると、ガッルスは既に死去していたゲルマニクス（ティベリウスの甥）の寡婦である大アグリッピナに近付く。このこととウィプサニアを先妻としていたことから、ティベリウスは彼を嫌悪していたという。
30年にティベリウスの弾劾によりガッルスは国家の敵と宣言される。そして33年に絶食により 獄死、大アグリッピナも同年死去、記録抹殺刑により彼の公式記録は抹消された。